# Champion Pie Eaters
Champion Pie Eaters è un cortometraggio muto del 1902. Il nome del regista non viene riportato nei credit del film né vi appare quello di un operatore.

## Produzione
Il film fu prodotto dalla Hepworth.

## Distribuzione
Distribuito dalla Hepworth, il documentario - un cortometraggio della lunghezza di 23 metri - presumibilmente uscì nelle sale cinematografiche britanniche nel 1902.
Non si hanno altre notizie del film che si ritiene perduto, forse distrutto nel 1924 quando il produttore Cecil M. Hepworth, ormai fallito, cercò di recuperare l'argento del nitrato fondendo le pellicole.